# Sonamukhi
Sonamukhi là một thành phố và khu đô thị của quận Bankura thuộc bang Tây Bengal, Ấn Độ.

## Địa lý
Sonamukhi có vị trí 23°18′B 87°25′Đ / 23,3°B 87,42°Đ Nó có độ cao trung bình là 66 mét (216 feet).

## Nhân khẩu
Theo điều tra dân số năm 2001 của Ấn Độ, Sonamukhi có dân số 27.348 người. Phái nam chiếm 51% tổng số dân và phái nữ chiếm 49%. Sonamukhi có tỷ lệ 71% biết đọc biết viết, cao hơn tỷ lệ trung bình toàn quốc là 59,5%: tỷ lệ cho phái nam là 78%, và tỷ lệ cho phái nữ là 64%. Tại Sonamukhi, 10% dân số nhỏ hơn 6 tuổi.